# Route régionale 238 (Norvège)
Pour les articles homonymes, voir Route nationale 238.
La route régionale 238 (abrégé Fv238) est longue de 5,2 km. Elle relie les communes norvégiennes de Nerland et Fræna, dans le comté de Møre og Romsdal.